# Château Prieuré-Lichine
Koordinaten: 45° 1′ 43,4″ N, 0° 39′ 23,3″ W

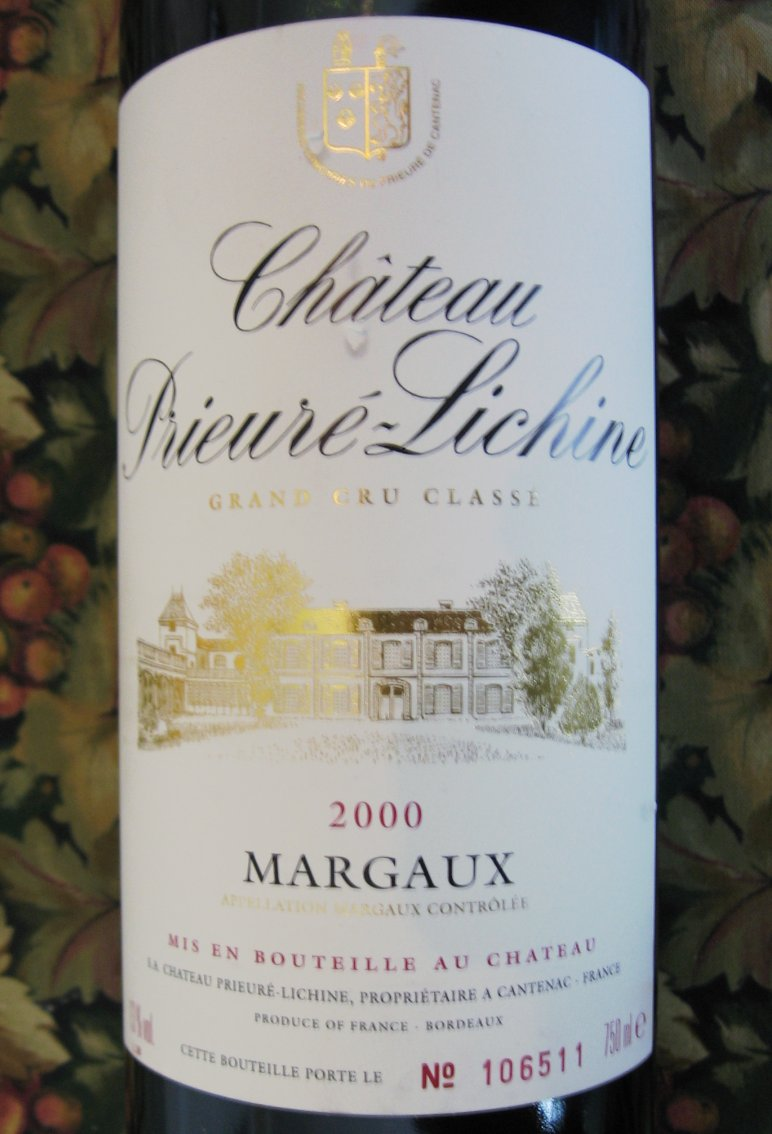
Label des Prieuré-Lichine, Jahrgang 2000

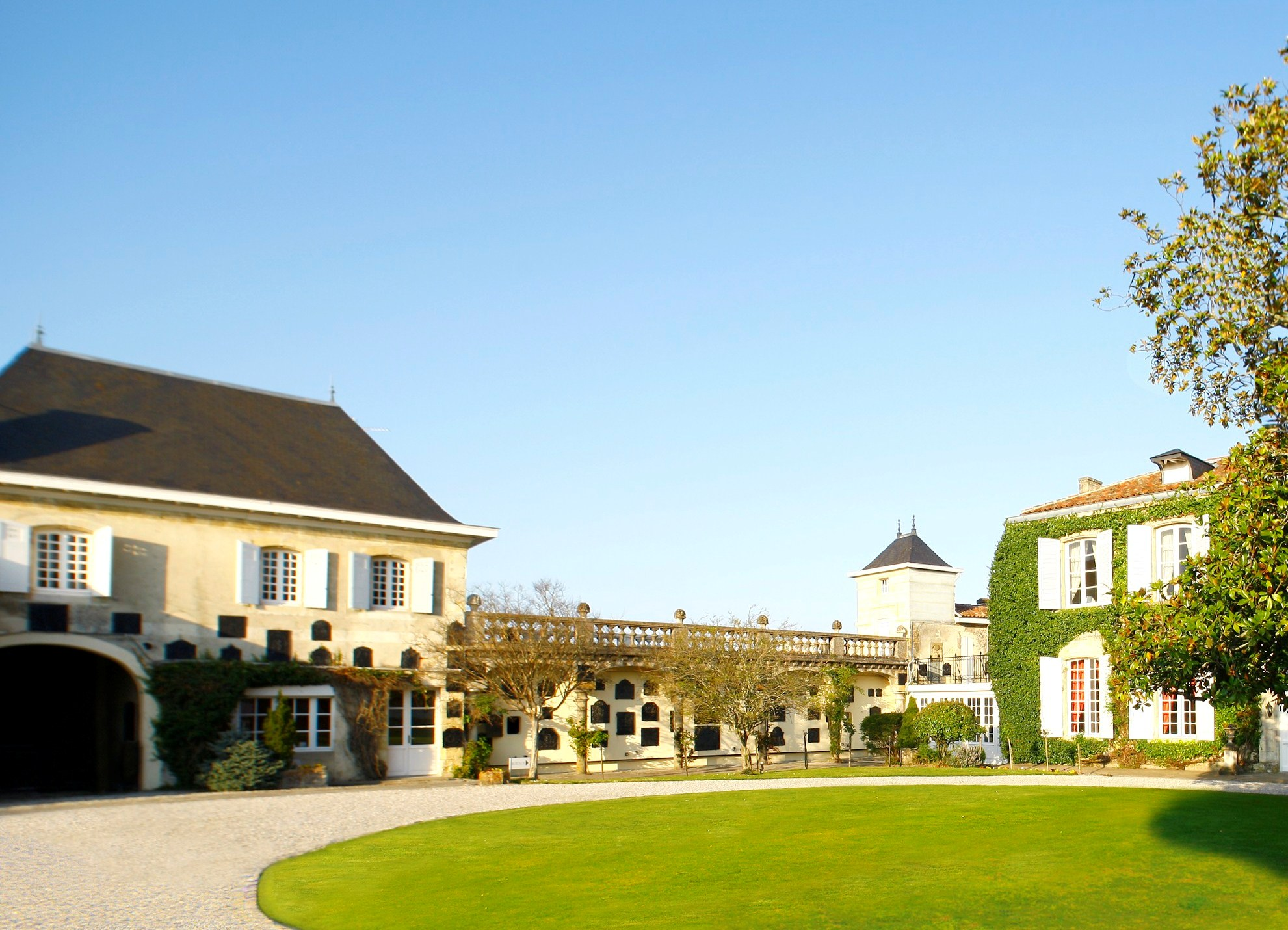
Château Prieuré-Lichine

Das Château Prieuré-Lichine ist ein bekanntes Weingut bei Bordeaux. Seit der Klassifikation von 1855 ist das Weingut als Quatrième Grand Cru Classé eingestuft (vierte Stufe der Klassifikation).
Das Gut liegt im Weinbaugebiet Margaux und war das Heim des bekannten Weinhändlers und Autors Alexis Lichine, der das Gut 1951 erwarb, stark vergrößerte und es bis zu seinem Tode 1989 bewirtschaftete. Das Gut ist mit ca. 77,5 Hektar recht groß. 50 % der Fläche ist mit Cabernet Sauvignon, 45 % mit Merlot, 5 % mit Petit Verdot bestockt. Die Bestockungsdichte liegt von 8500 bis 10000 Rebstöcken/Hektar. Das Gut erzeugt in mittleren Jahren ca. 300.000 Flaschen Wein. Nach einer Handlese und einer Auslese der Trauben auf Sortiertischen durchlaufen die Beeren während 3–4 Wochen in temperaturgeregelten Betontanks eine Maischegärung. Zweimal täglich wird der Tresterhut durch Umpumpen des Mosts untergetaucht. Nach der Gärung baut der Wein von 16 bis 18 Monate im Barrique aus. Jährlich werden 50 % der Eichenfässer erneuert.
Unter den neueren Jahrgängen von Prieuré-Lichine ragen die Weine von 2016, 2012 und 2009 (mit jeweils 92, 91 und 93 PP), der Wein von 2005 (mit 92 PP) sowie der Wein von 2002 (mit 89 PP) als sehr gute Weine hervor. Auch die Weine 2000, 1990, 1989 und 1986 (alle jeweils mit 88 PP) gelten als überdurchschnittlich gute Weine. Das Gut produzierte mit 87 PP auch einen der besten Weine des recht schwachen Jahres 1992.
Seit dem Jahr 1973 erzeugt das Gut den Zweitwein Château de Clairefont, auch genannt «Confidences de Prieuré-Lichine». Seit 1990 erzeugt das Gut einen Weißwein mit dem Namen Blanc de Château Prieuré-Lichine.

## Geschichte
Die frühere Geschichte des Weinguts ist eng mit der Benediktiner-Abtei von Vertheuil verbunden. Die Mönche legten im 16. Jahrhundert einen 4 ha großen Weinberg zur Deckung des Eigenbedarfs an. Bei Renovierungsarbeiten Ende der 1970er Jahre wurden Überreste steinerner Sarkophage aus dem 14. Jahrhundert gefunden. Diese Funde belegen, dass auf dem heutigen Gelände damals ein Kloster von Vertheuil stand. Im Laufe der Jahrhunderte entdeckten die Mönche den Wein als Einnahmequelle und vermarkteten ihn unter dem Namen Le Prieuré de Cantenac. Anlässlich der Französischen Revolution wurden die Besitztümer säkularisiert und verkauft. Als Käufer gilt ein Herr Durand Delains, der das Gut jedoch nur wenig später an die Familie Pagès weitergab. Zum Zeitpunkt der Bordeauxklassifikation im Jahr 1855 führte eine Person namens Rouland die Geschicke des Guts. Später ging das Gut an eine Reihe von Besitzern wie Madame Rosset, die Herren Rulh und Rousseau sowie an Victor Saint-Ubéry. Im Jahr 1925 leitete dessen Schwiegersohn Fréderic Bossuet die Geschicke des Guts. Die rasche Folge der Besitzer sowie die tiefe Bordeaux-Krise seit der Reblauskatastrophe mit den nachfolgenden Pilzkrankheiten sowie den beiden Weltkriegen hatten zu einem Niedergang des Weinguts geführt. Als Lichine das Weingut im Jahr 1951 übernahm, war das Gut in einem lamentabelen Zustand. Lediglich 4 Hektar Rebfläche stand noch unter Ertrag und die Rebstöcke waren in einem schlechten Zustand.
Schnell erweiterte er die Fläche durch Ankauf einer Parzelle von Château d’Issan. Neben angemieteten Flä&chen kaufte er später noch Parzellen von den Château Palmer, Brane-Cantenac, Durfort-Vivens und Giscours.
Nach dem Tod von Alexis Lichine (1989) hat sein Sohn Sacha den Château übernommen. Seit 1999, gehört der Château der Familie Ballande.